# Filonides (poeta)
Filonides (en llatí Philonides, en grec antic Φιλωνίδης) fou un poeta atenenc de la vella comèdia, que va viure al segle IV aC.
Amic d'Aristòfanes, és més conegut per haver presentat algunes comèdies d'aquest autor, que per les seves pròpies obres. Anteriorment, segons Suides i Eudòxia Macrembolitissa, va ser un pintor de cert mèrit.
Es coneixen per Suides els títols de tres de les seves nombroses comèdies, Ἀπήνη (El carruatge), Κόθορνοι (Els coturns) i Φιλέταιρος (Filetairos), encara que alguns crítics consideren que diverses obres d'Aristòfanes es van presentar amb el nom de Filonides. Quan un poeta volia fer representar una obra seva, havia de demanar un cor a l'arcont, que el concedia o no segons la seva opinió del mèrit de l'obra, o també per la influència política de l'autor. Els arconts havien negat cors a algunes obres de Sòfocles i Cratí d'Atenes. I encara que s'aconseguís el cor, hi havia la decisió última del públic, que podia fer fracassar la millor obra. Per reduir les dificultats, els poetes joves podien fer dues coses, o bé presentar amb el seu nom una obra d'algun poeta ja reconegut i popular per aconseguir fama, o bé aprofitar el prestigi d'algun autor conegut i estrenar l'obra amb el nom d'aquell. Per això algunes obres d'Aristòfanes porten el nom d'altri. Un passatge d'Aristòfanes explica les tres fases de la producció d'un autor. Primer ajudava a un altre poeta en la composició dels passatges menys importants de l'obra. A continuació presentava els seus propis drames amb el nom d'un altre autor, i finalment, si havia tingut èxit, les seves obres ja portaven el seu propi nom.
Sembla que Aristòfanes va presentar amb el nom de Filonides les obres Els núvols (423 aC), Les vespes (422 aC), Proagon (422 aC, perduda), Amphiaraos (414 aC, també perduda) i Les granotes (405 aC).
Un fill de Filonides, Nicòcares, també va ser un poeta de la vella comèdia.